# Vinton Building
O Vinton Building é um arranha-céu residencial localizado na 600 Woodward Avenue (na esquina nordeste da Woodward e Congress Street) no centro de Detroit, Michigan . Fica ao lado do Primeiro Edifício Nacional, do outro lado da Avenida Woodward da Chase Tower (atualmente conhecida como The Qube ) e do Guardian Building, e do outro lado da Congress Street do One Detroit Center . Foi designado um sítio histórico do estado de Michigan em 1982  e listado no Registro Nacional de Lugares Históricos em 1983.  

## Descrição

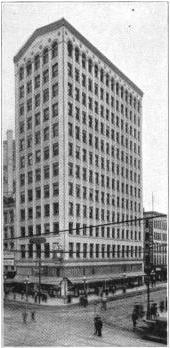
Edifício Vinton, c. 1922

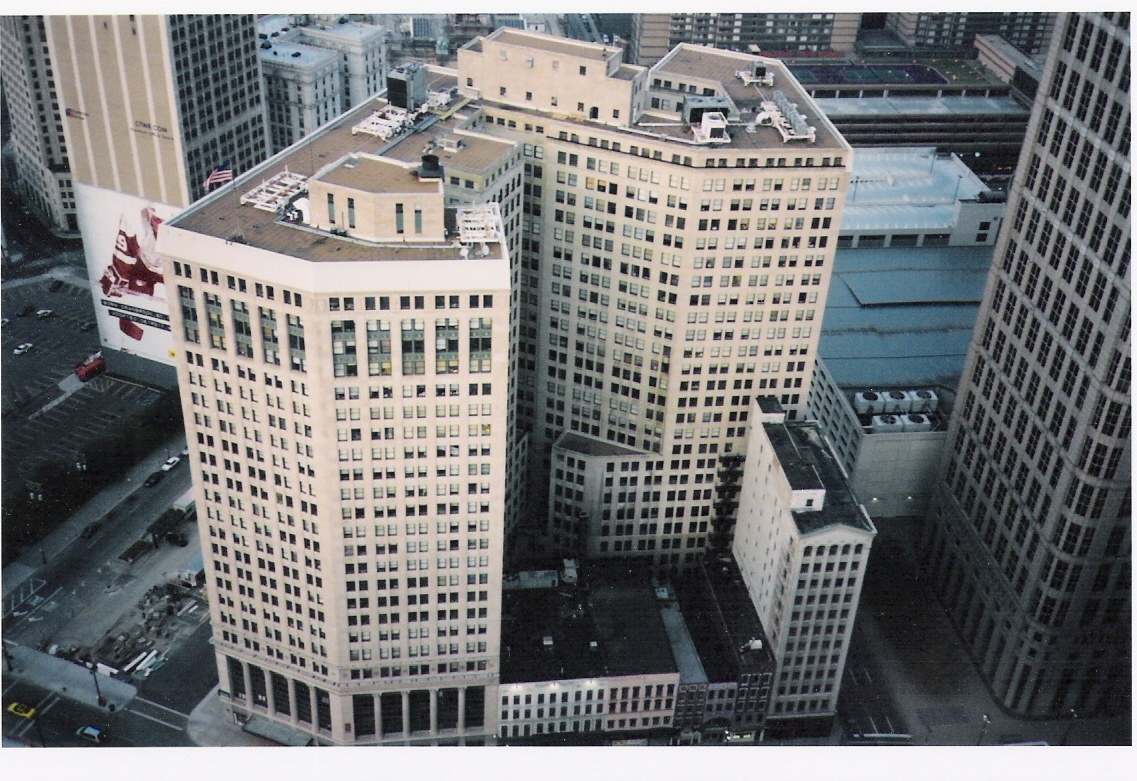
O edifício Vinton, no canto inferior direito, ao lado do primeiro edifício nacional

O edifício, projetado por Albert Kahn e concluído em 1917, tem 12 andares, 172   ft. (52 m), com 2 níveis de porão para um total de 14 andares. Seus principais usos são para escritórios e varejo . O edifício foi construído no estilo arquitetônico neoclássico e contém principalmente terracota como material principal. Possui uma parede pontiaguda de parapeito na fachada frontal, que lembra os templos clássicos . 

## Renovação
O Vinton passou por uma reconstrução em 2006, transformando o edifício em um loft . A reforma incluiu espaço comercial nos dois primeiros andares e um sótão em cada um dos dez andares adicionais. A reforma começou em dezembro de 2005 e incluiu uma conversão da cave em um nível de estacionamento, varejo no térreo, espaço comercial no segundo andar, com os dez primeiros andares sendo convertidos em várias unidades de condomínio, uma ou duas por andar. A partir de 2010, a reforma parou e o prédio ainda não foi aberto. 
- Arquiteto: Albert Kahn
- Arquiteto (renovação): Archive DS
- Proprietário: Vinton Building, LLC
- Empreiteiro geral (reforma): The Garrison Company

Dan Gilbert, proprietário de dezenas de propriedades no centro de Detroit, comprou o edifício em 2013. 